# Äppelkväll
Äppelkväll, Monica Törnell sjunger Lennart Hellsing  är ett album från 1992 av den svenska sångerskan Monica Törnell.
Samtliga texter är av Lennart Hellsing. Musik av Klas Widén utom Morgondagen är en skälm och Blått av Georg Riedel. Inspelningen är producerad av Leif Carlquist och Björn J:son Lindh. Skivnumret är Locomotion LOCO C-124.
Samma år utgavs även promosingeln Blått/Äppelkväll/Därför kan jag inte sova (Locomotion LOCO PRO-2). 

## Låtlista
1. Äppelkväll
2. Därför kan jag inte sova
3. Narrvisa
4. Morgondagen är en skälm
5. I himmelen
6. Sorg
7. Katten blåser
8. Blått
9. Förspillda dagar
10. Spelmannen
11. Månen och jag

## Medverkande musiker
- Per Magnus Byström - keyboards
- Mats Glenngård - fiol
- Mikael Hujanen - kör
- Henrik Jansson - gitarr
- Björn J:son Lindh - keyboards, trumprogrammering, piano, orgel, flöjt
- Per Lindvall - trummor
- Mats Ronander - munspel
- Patrik Silvereke - dragspel
- Georg Wadenius - bas, gitarr